# دايفيد كيو
دايفيد كيو (بالإنجليزية: David Kuo)‏ هو مؤلف أمريكي، ولد في 26 يونيو 1968 في نيويورك في الولايات المتحدة، وتوفي في 5 أبريل 2013 في تشارلوت في الولايات المتحدة بسبب سرطان.

## وصلات خارجية
- دايفيد كيو على موقع IMDb (الإنجليزية)
- دايفيد كيو على موقع إن إن دي بي (الإنجليزية)